# Star Trek IV: Călătoria acasă
Star Trek IV: Călătoria acasă (Star Trek IV: The Voyage Home) este un film științifico-fantastic din 1986 realizat de Paramount Pictures și scris de Nicholas Meyer. Este al doilea film regizat de Leonard Nimoy. Călătoria acasă este al patrulea film din seria de filme artistice Star Trek și un sequel al Star Trek III: În căutarea lui Spock (1984). Filmul finalizează un arc narativ care începe în Star Trek II: Furia lui Khan (1982) și continuă în Star Trek III: În căutarea lui Spock. Având intenția de a reveni pe Pământ de pe Vulcan pentru a fi judecați pentru faptele lor, fostul echipaj al navei USS Enterprise găsește planeta-mamă într-un pericol grav de a fi distrusă de o sondă imensă extraterestră care dorește să stabilească contact cu balenele cu cocoașă dispărute câteva sute de ani în urmă. Echipajul călătorește înapoi în timp pentru a recupera o pereche de balene care să răspundă la mesajul sondei necunoscute.
Filmul a fost lansat pe 26 noiembrie 1986 în America de Nord și a fost pe primul loc la box office în weekendul premierei. Umorul și povestea neconvențională a filmului au fost bine primite de critici, de fanii seriei și de public în general. A avut un succes financiar, câștigând 133 milioane de dolari americani în întreaga lume. Filmul a câștigat mai multe premii și patru nominalizări la premiul Oscar pentru cinematografie și audio.  Acesta a fost dedicat echipajului navetei spațiale Challenger, care a explodat la 73 de secunde după decolare în dimineața zilei de 28 ianuarie 1986.

## Povestea
În 2286, o sondă cilindrică enormă se mișcă prin spațiu, trimițând un semnal indescifrabil și dezactivând puterea fiecărei nave și stații spațiale pe lângă care trece. În timp ce se apropie de orbita Pământului, semnalul său dezactivează rețeaua globală de energie și generează furtuni planetare, provocând apariția unui nor gros care înconjoară planeta și blochează soarele. Comandamentul Flotei Spațiale trimite un apel planetar de primejdie și avertizează toate navele din spațiu să nu se apropie de Pământ.
Pe planeta Vulcan, foștii ofițeri de pe USS Enterprise trăiesc în exil (în urma evenimentelor din Star Trek III: În căutarea lui Spock). Însoțiți de vulcanianul Spock, încă nerecuperat total după învierea sa, echipajul - cu excepția lui Saavik, care rămâne pe Vulcan - revine pe Pământ cu Pasărea lor de Pradă pe care au capturat-o de la klingonieni și au rebotezat-o HMS  Bounty. Recepționând avertismentul Flotei Stelare, Spock determină că semnalul sondei necunoscute se potrivește cântecului unor balene cu cocoașă (o specie dispărută în prezent). Spock mai dezvăluie că obiectul va continua să facă rău  planetei până când va primi un răspuns la apelul său de la balene. Echipajul își folosește nava pentru a călători înapoi în timp rotindu-se  o dată, la viteză maximă, în jurul Soarelui. Intenția lor este să se întoarcă cu o balenă cu cocoașă pentru a răspunde semnalului extraterestru.
Ajungând în 1986, echipajul descoperă că nava nu mai are suficientă energie pentru a călători în timp. După ce ascund HMS Bounty într-un parc din San Francisco (Golden Gate Park), folosind dispozitivul de invizibilitate, echipajul s-a împărțit în mai multe echipe pentru a îndeplini mai multe sarcini: amiralul James T. Kirk și Spock încearcă să găsească balenele cu cocoașă, în timp ce Montgomery Scott, Leonard McCoy și Hikaru Sulu construiesc un rezervor în care să pună apă și balenele de care au nevoie pentru a se întoarce în secolul al XXIII-lea. Uhura și Pavel Chekov sunt însărcinați să găsească un reactor nuclear, a cărui scurgere de energie poate fi colectată și folosită pentru reîncărcarea navei klingoniene.
Kirk și Spock descoperă o pereche de balene aflate în grija dr. Gillian Taylor într-un acvariu din Sausalito, California și află că în curând vor fi eliberate în Alaska, în sălbăticie. Kirk îi spune Gillianei Taylor despre misiunea sa și cere frecvența de urmărire a balenelor, dar ea refuză să coopereze. Între timp, Scott, McCoy și Sulu comercializează formula de fabricare a aluminiului transparent pentru a produce materialele necesare pentru rezervorul balenelor. Uhura și Chekov găsesc o navă alimentată cu energie nucleară, un portavion denumit Enterprise. Ei colectează energia de care au nevoie, dar sunt prinși la bordul navei. Uhura este teleportată la timp, dar Chekov este prins și, ulterior, grav rănit într-o încercare de evadare.
Gillian află că balenele au fost eliberate mai devreme și se duce la Kirk după ajutor. Gillian, Kirk și McCoy îl salvează pe Chekov dintr-un spital din apropiere și se întorc în Pasărea de Pradă, acum reîncărcată cu energie. După ce a salvat balenele de braconieri și le-a transportat la bord, echipajul se întoarce cu Gillian în secolul al XXIII-lea. Când se apropie de Pământ, Bounty pierde iarăși energie datorată sondei extraterestre și se prăbușește în apele din Golful San Francisco. După ce sunt eliberate în apă, balenele răspund la semnalul sondei, determinând obiectul să-și inverseze efectele asupra Pământului și să se întoarcă în adâncurile spațiului. Pentru că au salvat încă odată planeta, toate acuzațiile împotriva echipajului Enterprise sunt retrase, cu excepția acuzației de nesupunere față de ordinele unui ofițer superior. Această acuzație i se aplică numai la Kirk, care este retrogradat de la rangul de amiral până la gradul de căpitan, iar comandamentul Flotei îi predă comanda unei noi nave: USS Enterprise (NCC-1701-A) care pleacă într-o nouă misiune de explorare a universului.

## Distribuție
- William Shatner - Amiral James T. Kirk
- Leonard Nimoy - Căpitan Spock
- DeForest Kelley - Doctor Leonard McCoy
- James Doohan - Comandant Montgomery Scott
- Walter Koenig - Comandant Pavel Chekov
- George Takei - Comandant Hikaru Sulu
- Nichelle Nichols - Comandant Nyota Uhura
- Catherine Hicks - Doctor Gillian Taylor
- Mark Lenard - Sarek
- Jane Wyatt - Amanda
- Majel Barrett - Comandant Chapel
- Robin Curtis - Locotenent Saavik